# Chayanta
Chayanta – miasto w Boliwii, w departamencie Potosí, w prowincji Rafael Bustillo.